# Yohan Benalouane
Yohan Benalouane (Bagnols-sur-Cèze, 28 maart 1987) is een Tunesisch voetballer die bij voorkeur als centrale verdediger speelt. Hij tekende in augustus 2015 een contract tot medio 2019 bij Leicester City, dat een niet bekendgemaakt bedrag voor hem betaalde aan Atalanta Bergamo.

## Clubcarrière
Benalouane is een zoon van ouders van Tunesische afkomst. Hij voetbalde in de jeugd van FC Tricastin en Racing Blondel Bollène, waarna hij in 2001 werd opgenomen in de jeugdopleiding van AS Saint-Étienne. Hiervoor debuteerde hij op  12 januari 2008 in het eerste elftal, in een competitieduel in de Ligue 1 tegen Valenciennes. Benalouane speelde in drie seizoenen 65 competitiewedstrijden voor Saint-Étienne. Daarmee werd hij in zijn eerste jaar vijfde in de Ligue 1 en daarna twee keer zeventiende, één plaats boven de degradatiestreep.
Benalouane tekende in 2010 bij AC Cesena, destijds actief in de Serie A. Het lukte hem in zijn eerste jaar om zich op het hoogste niveau te behouden met zijn ploeggenoten. In het volgende seizoen volgde een laatste plaats en degradatie naar de Serie B. Hij speelde in beide jaren meer wedstrijden niet dan wel. Benalouane daalde niet met Cesena af, maar verhuisde naar Parma, de nummer acht van de Serie A in het voorgaande seizoen. Hier kwam hij in zijn eerste jaar vaker aan spelen toe en werd hij tiende met de club, zijn beste resultaat sinds zijn komst naar Italië. Benalouane kwam in de eerste helft van het seizoen 2013/14 daarentegen nog vier keer in actie, waarna Parma hem voor een half jaar verhuurde aan competitiegenoot Atalanta Bergamo. Dat nam hem zes maanden later definitief over. Op 7 december 2014 maakte de Tunesiër zijn eerste competitiedoelpunt voor Atalanta, tegen zijn ex-club Cesena.
Benalouane tekende in augustus 2015 een contract tot medio 2019 bij Leicester City, de nummer veertien van de Premier League in het voorgaande seizoen. Dat betaalde een niet bekendgemaakt bedrag voor hem aan Atalanta Bergamo. Op 31 januari 2016 werd hij tot het einde van het seizoen verhuurd aan ACF Fiorentina met een optie tot overname.